# Lea Artibay

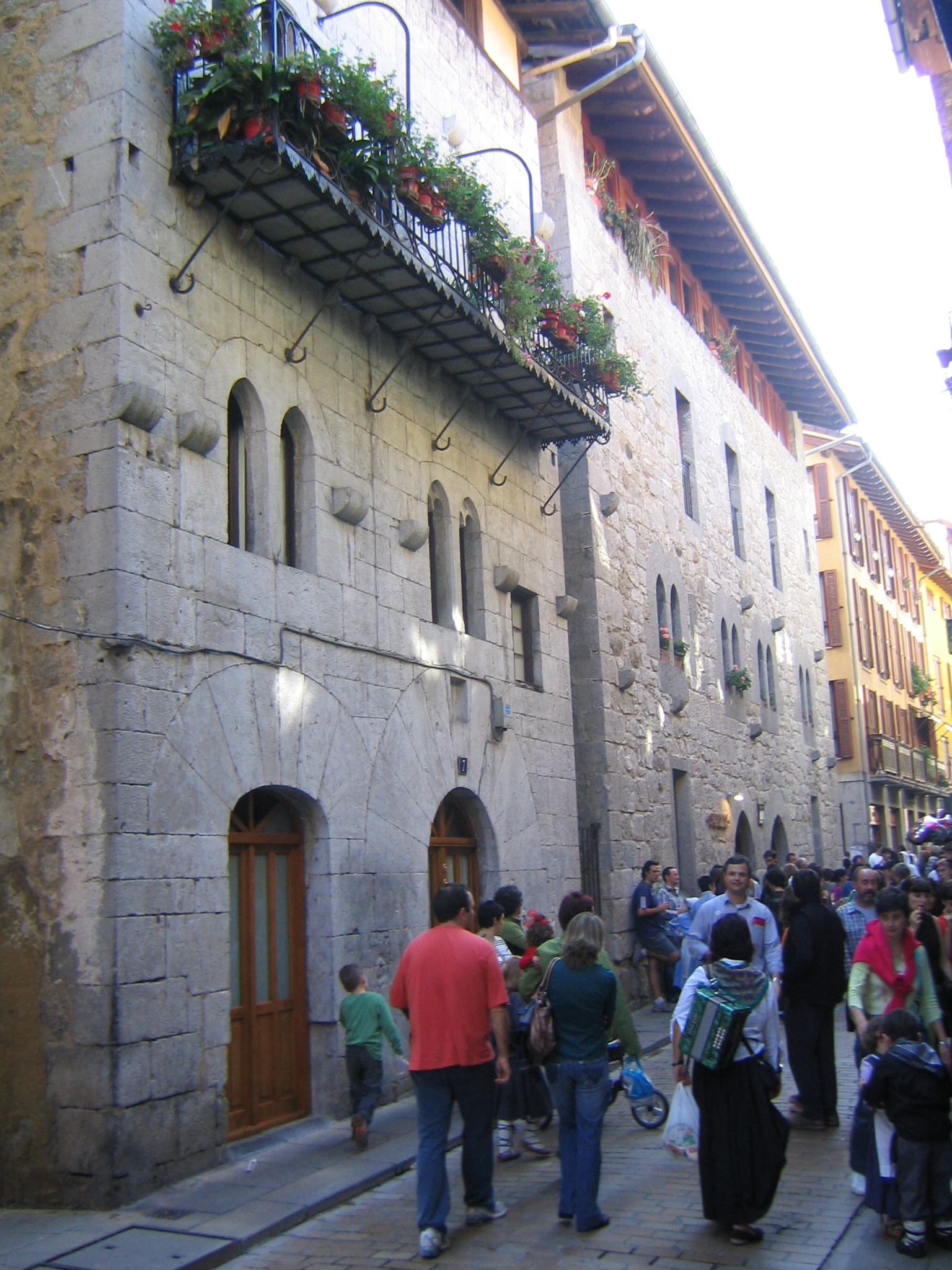
Calle de Marquina.

Lea-Artibay[cita requerida] es una de las siete comarcas de la provincia de Vizcaya en el País Vasco  en España. Heredera de la antigua Merindad de Marquina, se ubica en el extremo noreste del territorio, limitando con la provincia de Guipúzcoa y las comarcas de Busturialdea-Urdaibai y Duranguesado. Tiene una población de 26.114 habitantes (INE 2020).

## Municipios
Se encuentra situada en el extremo noreste de la provincia y ocupa las cuencas de los ríos Lea y Artibay. Comprende los municipios de:
| En la cuenca del Artibay: - Marquina-Jeméin - Cenarruza-Puebla de Bolívar - Ondárroa - Echevarría - Berriatúa | En la cuenca del Lea: - Amoroto - Guizaburuaga - Ispáster - Lequeitio - Aulestia - Arbácegui y Guerricaiz - Mendeja |

Su extensión es de 180,3 km². Limita al sur con la comarca del Duranguesado, al este con la comarca guipuzcoana del Bajo Deva y al oeste con la comarca de Busturialdea, al norte está bañada por el mar Cantábrico.

## Geología e hidrografía

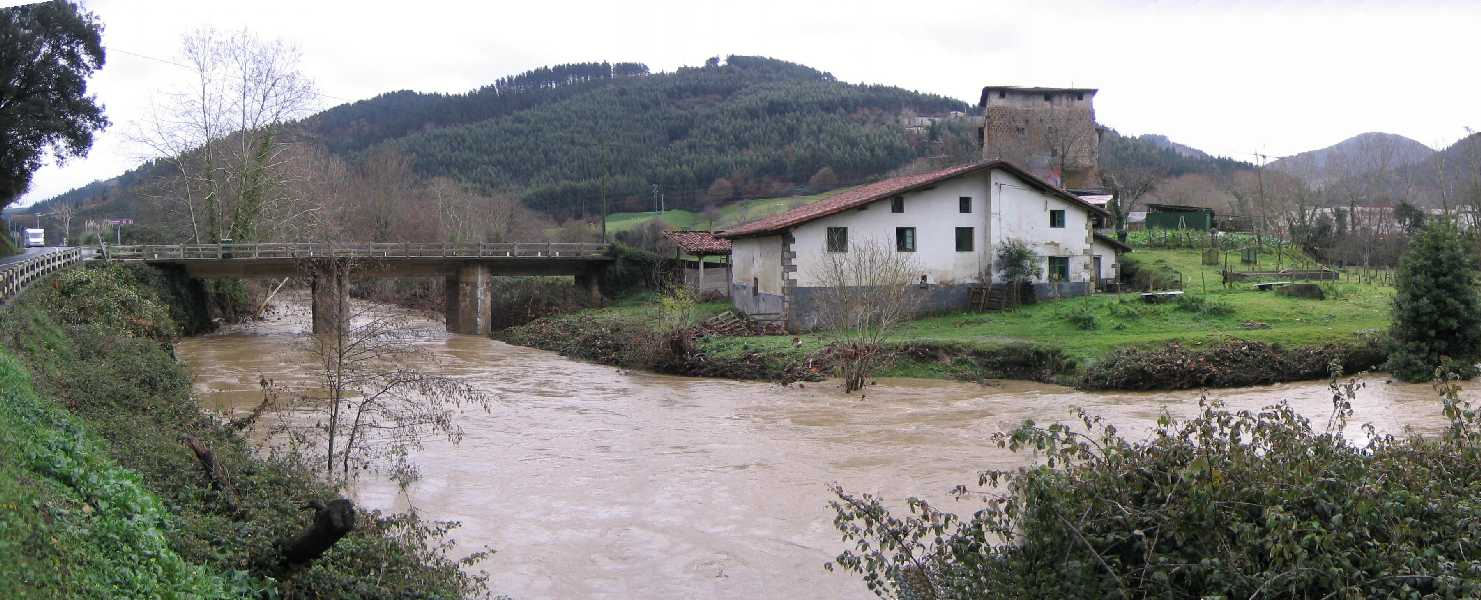
Río Artibay a su paso por Aranzibia en Berriatúa (Vizcaya).

Los ríos Lea y Artibay, nacen ambos en el macizo del monte Oiz, de esta forma la comarca está comprendida entre este macizo y el mar Cantábrico. Predominan los terrenos calizos con algunos reductos de arenisca. 
La orografía es complicada, con pequeñas montañas que tienen como altura mayor el monte Oiz con sus 1029 m de altitud, descendiendo la misma según nos acercamos a la costa. 
Sus costas son escarpadas con muchos acantilados en las que se abren, en la desembocadura de los ríos, bancos de arena que forman playas. El flysch del cretácico es aquí también, pero en mucha menos medida que en la costa guipuzcoana, visible y la rasa mareal importante.
Los ríos Lea y Artibay, son típicos ríos cantábricos con un caudal muy irregular que obedece al régimen de precipitaciones. Sus cuencas altas están muy bien conservadas y se pueden encontrar especies, como en el caso del Artibay, que requieren un alta grado de conservación del entorno para su desarrollo, como el caso del visón europeo. Sin embargo, la interferencia de la actividad humana modifica esas condiciones, especialmente en el Artibay, con la industria concentrada en los alrededores de Marquina, mientras que Lea logra mantener un nivel aceptable hasta, prácticamente, su desembocadura en Lequeitio ya que en su cuenca los asentamientos son, básicamente, rurales.
La vegetación de la comarca se caracteriza por la presencia de encinares cantábricos en los sectores de caliza (el río Artibay toma su nombre de estos árboles, arte = encina). Hay robledales y bosques de hayas, muchas ellas mochadas, así como otras manchas de vegetación autóctona y abundantes praderas. Las repoblaciones, debido a la explotación forestal, de pino insigne y eucaliptos son muy abundantes.

## Comunicaciones
Esta es la única comarca de Vizcaya que no posee ni un kilómetro de autopista o ferrocarril. Las comunicaciones son muy deficientes y están basadas en la carretera comarcal BI-633 que une Durango con Ondárroa y la BI-2405 que une la anterior con Lequeitio. Guernica, cabeza judicial a la que la comarca pertenece, se une con Lequeitio por la BI-2238. Las carreteras comarcales BI-3222 y BI-3231 recorren el valle del Lea. Además hay algunas otras carreteras comarcales y locales que unen diferentes núcleos de población. Hay que destacar el paisaje de la carretera que une Ondárroa con Lequeitio por la costa.

## Estructura poblacional

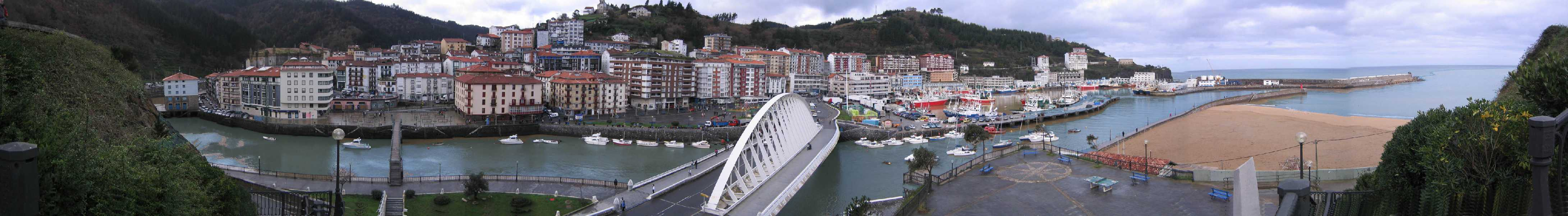
Vista general de Ondárroa

La estructura de la población es eminentemente rural en la parte interior de la comarca, con pequeños núcleos poblacionales como Aulestia y Amoroto. El único núcleo importante en el interior es Marquina con 4.982 habitantes (INE 2014) y en donde hay alguna oferta de servicios destacando la escuela profesional que pertenece al Grupo Mondragón y donde se imparte la especialidad de Ingeniería de diseño e innovación, en colaboración con la universidad inglesa London Metropolitan University. 
Los núcleos de la costa, Lequeitio y Ondárroa, son urbanos. Lequeitio, más dedicado al turismo, mantiene su estructura medieval en sus calles del casco antiguo y goza de instalaciones hoteleras y de restauración que complementan su privilegiado paisaje costero. El mayor núcleo urbano es la villa de Ondárroa con 8.575 habitantes (INE 2014) con lo que se convierte en la capital de la comarca. La fuerte explotación pesquera ha hecho que el turismo quede desatendido. Aun así cuenta con los servicios principales, tanto de educación como de sanidad así como en cuanto al comercio se refiere, aún con escaso desarrollo por la proximidad de otros núcleos importantes pertenecientes a las comarcas vecinas.

### Núcleos de población de la comarca según el INE
|    | Nombre localidad        | Nombre oficial     | Municipio                   | Población 2019 |
| 1  | Ondárroa                | Ondarroa           | Ondárroa                    | 8.400          |
| 2  | Lequeitio               | Lekeitio           | Lequeitio                   | 7.307          |
| 3  | Marquina-Jeméin         | Marquina-Xemein    | Marquina-Jeméin             | 4.438          |
| 4  | Ribera                  | Erribera           | Berriatúa                   | 974            |
| 5  | Puebla de Bolívar       | Bolibar            | Cenarruza-Puebla de Bolívar | 184            |
| 6  | San Andrés de la Ribera | Erbera             | Echevarría                  | 414            |
| 7  | Ispáster Elejalde       | Ispaster-Elexalde  | Ispáster                    | 393            |
| 8  | Aulestia                | Aulesti            | Aulestia                    | 379            |
| 9  | Munditívar              | Munitibar          | Arbácegui y Guerricaiz      | 292            |
| 10 | Elejalde Amoroto        | Elexalde           | Amoroto                     | 187            |
| 11 | Celaya                  | Zelaia             | Mendeja                     | 162            |
| 12 | Licona                  | Likoa              | Mendeja                     | 156            |
| 13 | Alzáa                   | Altzaa             | Echevarría                  | 154            |
| 14 | Galarza                 | Galartza           | Echevarría                  | 129            |
| 15 | Larruscáin-Amalloa      | Larruskain-Amalloa | Marquina-Jeméin             | 126            |
| 16 | Barínaga                | Barinaga           | Marquina-Jeméin             | 120            |
| 17 | Egüen                   | Eguen              | Guizaburuaga                | 116            |
| 18 | Curchiaga-Arropáin      | Kurtziaga-Arropain | Ispáster                    | 106            |
| 19 | Itúrreta                | Iturreta           | Marquina-Jeméin             | 99             |
| 20 | Asterrica               | Asterrika          | Berriatúa                   | 98             |
| 21 | Gardata-Articas         | Gardata-Artika     | Ispáster                    | 96             |
| 22 | Meréduli                | Merreludi          | Berriatúa                   | 94             |
| 23 | Urberuaga de Ubilla     | Ubilla-Urberuaga   | Marquina-Jeméin             | 89             |
| 24 | Guerricaiz              | Gerrikaitz         | Arbácegui y Guerricaiz      | 86             |
| 25 | Ibarrola                | Ibarrola           | Aulestia                    | 85             |
| 26 | Céniga-Ceárregui        | Zeinka-Zearregi    | Cenarruza-Puebla de Bolívar | 84             |
| 27 | Urrutia                 | Urrutia            | Amoroto                     | 80             |
| 28 | Magdalena               | Magdalena          | Berriatua                   | 79             |
| 29 | Odiaga                  | Odiaga             | Amoroto                     | 74             |
| 30 | Solarte-Gallate         | Solarte-Gallete    | Ispáster                    | 72             |
| 31 |                         | Iluntzar           | Marquina-Jeméin             | 71             |
| 32 | Ugarán                  | Ugaran             | Amoroto                     | 69             |
| 33 | Meabe                   | Meabe              | Marquina-Jeméin             | 63             |
| 34 | Iturreta                | Iturreta           | Mendeja                     | 60             |
| 35 | Leagui                  | Leagi              | Mendeja                     | 60             |
| 36 | Iruzubieta              | Iruzubieta         | Cenarruza-Puebla de Bolívar | 56             |
| 37 | Arta                    | Arta               | Cenarruza-Puebla de Bolívar | 54             |
| 38 | Unamúnzaga              | Unamuntzaga        | Echevarría                  | 54             |
| 39 | Berreño                 | Berreño            | Arbácegui y Guerricaiz      | 52             |
| 40 | Urriola                 | Urriola            | Aulestia                    | 48             |
| 41 | Narea                   | Narea              | Aulestia                    | 44             |
| 42 | Aulesti                 | Aulesti            | Echevarría                  | 37             |
| 43 | Goyerria-Cenarruza      | Goierria-Ziortza   | Cenarruza-Puebla de Bolívar | 35             |
| 44 | Ocamica                 | Okamika            | Guizaburuaga                | 34             |
| 45 | Lariz                   | Lariz              | Guizaburuaga                | 33             |
| 46 | Zubero                  | Zubero             | Aulestia                    | 30             |
| 47 | Malax                   | Malats             | Aulestia                    | 28             |
| 48 | Mendazona               | Mendazoa           | Ispáster                    | 28             |
| 49 | Totorica                | Totorika           | Arbácegui y Guerricaiz      | 26             |
| 50 | Laxier                  | Laxier             | Guizaburuaga                | 25             |
| 51 | San Antón-Goyerri       | Goierri            | Aulestia                    | 23             |
| 52 | Barainca                | Barainka           | Ispáster                    | 22             |
| 53 | Soloanes                | Soloaran           | Ispáster                    | 18             |
| 54 | San Antón               | San Anton          | Aulestia                    | 17             |
| 55 | Guerrica                | Gerrika            | Arbácegui y Guerricaiz      | 12             |

## Economía
La economía de Lea Artibay está basada en el sector primario aunque hay un sector industrial importante, en el que la industria de la conserva de pescado es relevante. 

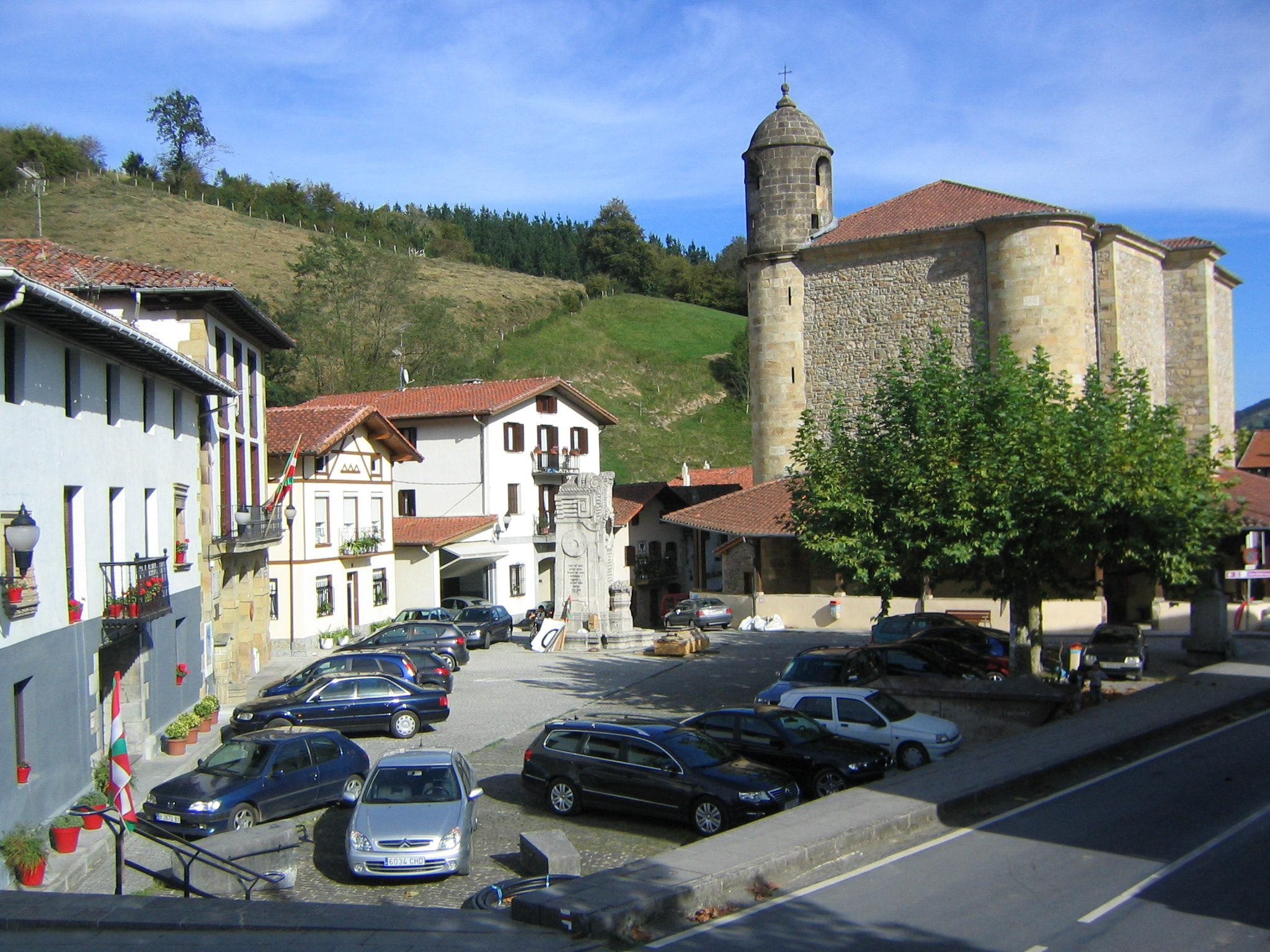
Plaza Simón Bolívar en Cenarruza-Puebla de Bolívar.

### Sector primario
El sector primario es el principal motor de esta comarca. En él la pesca, concentrada en Ondárroa, es la actividad más relevante que dinamiza a su alrededor una gran cantidad de actividades de los otros sectores, como son la sde los servicios asociados a las artes y herramientas de pesca y la actividad conservera. 
No se puede olvidar que una gran parte de los núcleos poblacionales de estas tierras son netamente rurales, esto hace que tanto la actividad agrícola como la ganadera estén desarrolladas. También lo está la actividad forestal con plantaciones de pino insigne y eucalipto. Estas actividades se complementan, normalmente, con trabajos en otros sectores, bien el industrial o en el de servicios.
La riqueza en mármol de calidad, el mármol negro de Marquina tiene cierto renombre, ha desarrollado también una importante actividad minera, con explotaciones a cielo abierto de mármol y piedra caliza.

### Sector secundario
La industria tiene cierta presencia en la parte central de los valles. En los alrededores de Marquina y en Echevarría hay mucha actividad industrial, preferentemente de trasformaciones metálicas y de industria auxiliar del automóvil. Esta zona experimenta la influencia de las industrias de las comarcas vecinas, tanto del Bajo Deva como del Duranguesado. Es importante la trasformación de caucho y plásticos que se ha desarrollado a partir del Grupo Cooperativista de Mondragón, con una importante fábrica en Berriatúa (Cikautxo). En el pasado hubo una fábrica de armas en Marquina.
La industria conservera está muy desarrollada en toda la zona, pero principalmente en la costa. Hasta hace relativamente poco tiempo existía una cierta actividad astillera, pero esta ya ha desaparecido, quedando reducida a algún pequeño astillero de ribera, el Lequeitio, y a los talleres de reparación naval en Ondarroa.

### Sector terciario
El sector servicios es muy pobre. La proximidad de centros urbanos más o menos importantes, como Éibar y Durango, así como las capitales de las provincias de Guipúzcoa, San Sebastián a menos de 80 km, y Vizcaya, Bilbao a 60 km hacen que la población se desplace a ellas para realizas sus compras. De la misma forma, los servicios sanitarios y de educación solo están cubiertos en sus niveles básicos, a excepción de la especialidad universitaría de la escuela de Marquina.
El turismo está desarrollado en Lequeitio que goza, desde principios del siglo XX de cierto renombre.

## Patrimonio

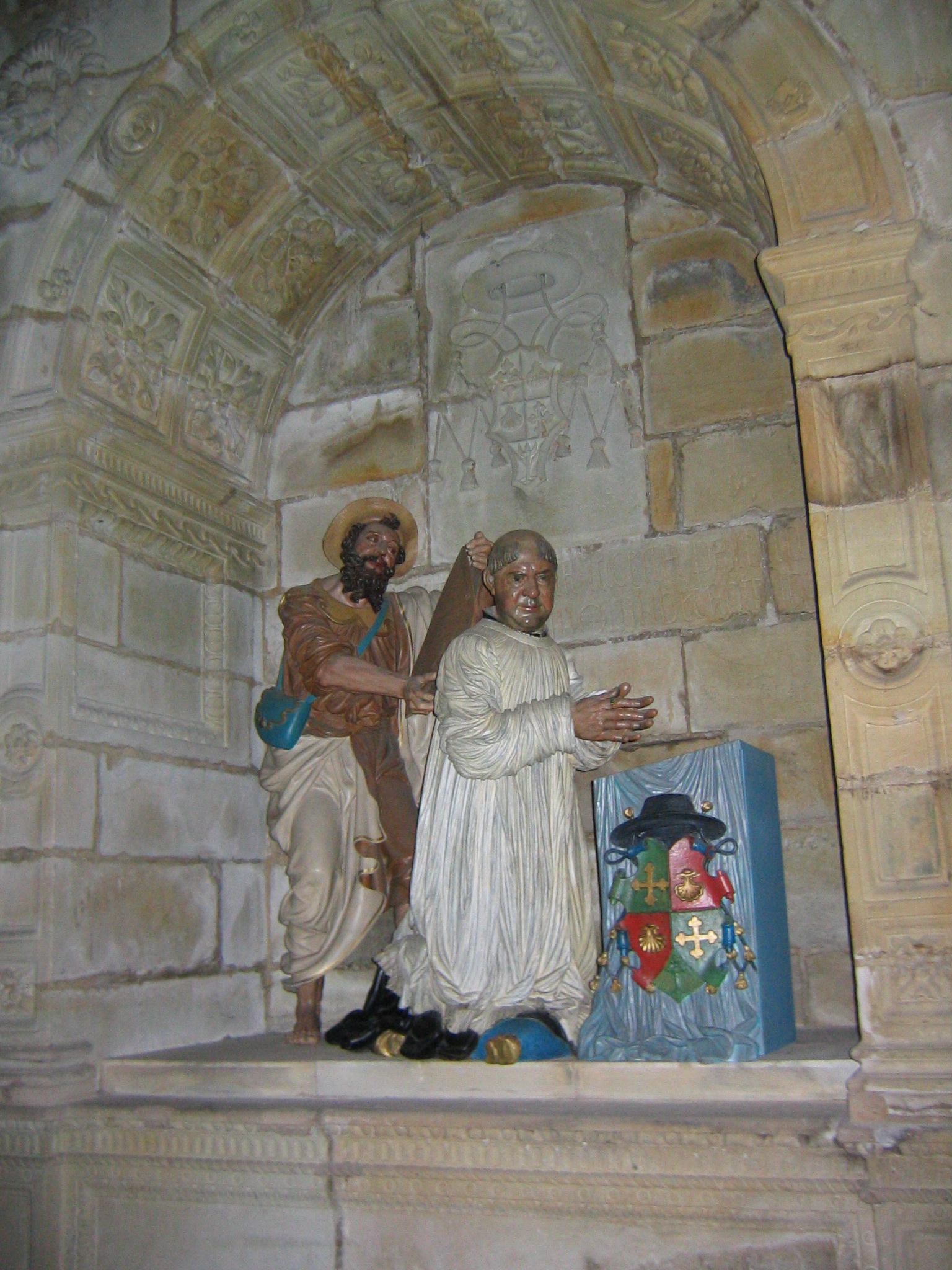
Detalle de la colegiata de Zenarruza en Cenarruza-Puebla de Bolívar.

La zona es rica en patrimonio histórico. El camino de Santiago, en su ramal de la costa, pasa por la comarca. 
Hay que destacar la Colegiata de Zenarruza de estilo gótico, el núcleo urbano de Marquina, así como la "extraña" iglesia de san Miguel de Arrechinaga de forma octogonal y con un altar de piedras. La patria de los ancestros de Simón Bolívar en Bolibar o la iglesia parroquial de Santa María en Ondárroa con sus figuras Borboñescas, los kortxeleku manuak y la joya gótica de la Basílica de la Asunción de Nuestra Señora de Lequeitio en Lequeitio. 
Son muchos los monumentos y lugares con historia y características suficientes que justifican una visita.
El patrimonio natural es importante. Toda la costa es destacable. Su rasa mareal, accesible desde la carretera de la costa, esconde lugares íntimos donde se puede practicar el nudismo sin inconveniente alguno, con un paisaje fuerte, al pie del acantilado y junto a las olas. Sus montes, de escasa altura tienen bellos rincones, como el Santa Eufemia Aulestia.

## Deporte
La comarca de Lea Artibay destaca en dos deportes netamente vascos; la pelota vasca donde Marquina tiene fama mundial y sus pelotaris recorren el mundo, sobre todo los Estados Unidos y Filipinas. A su frontón le llaman "La universidad de la pelota". Por otro lado, las traineras donde los equipos de Ondarroa y Lequeitio se miden cada temporada con los mejores de la costa cantábrica.